# Villexavier
Villexavier är en kommun i departementet Charente-Maritime i regionen Nouvelle-Aquitaine i västra Frankrike. Kommunen ligger  i kantonen Jonzac som ligger i arrondissementet Jonzac. År 2022 hade Villexavier 270 invånare.

## Befolkningsutveckling
Antalet invånare i kommunen Villexavier
Referens:INSEE